# Konstruktivismus (Lernpsychologie)
Der Konstruktivismus in lernpsychologischer Hinsicht postuliert, dass menschliches Erleben und Lernen Konstruktionsprozessen unterworfen ist, die durch sinnesphysiologische, neuronale, kognitive und soziale Prozesse beeinflusst werden. Seine Kernthese besagt, dass Lernende im Lernprozess eine individuelle Repräsentation der Welt schaffen. Was jemand unter bestimmten Bedingungen lernt, hängt somit stark, jedoch nicht ausschließlich, von dem  Lernenden selbst und seinen Erfahrungen ab.

## Begriffliche Abgrenzung
Der Konstruktivismus in lernpsychologischer Hinsicht untersucht Teilbereiche eines Phänomens, welche ebenfalls von den erkenntnistheoretischen und ontologischen Theorien untersucht werden. Während jedoch die erkenntnistheoretischen und ontologischen Theorien versuchen, die Existenz einer Empirieebene (Ontologie) oder die Relationen zwischen Empirieebene und Theorieebene zu klären, versucht der lernpsychologische Konstruktivismus, kognitive Konstruktionsprozesse zu verstehen, um sie für Lernprozesse und die Gestaltung von Lernumgebungen nutzbar zu machen.
Aufgrund einer starken begrifflichen Nähe zwischen dem lernpsychologischen Konstruktivismus und dem ontologischen oder epistemologischen Konstruktivismus kommt es sehr häufig zu der irrtümlichen Behauptung, der lernpsychologische Konstruktivismus sei notwendigerweise aus dem erkenntnistheoretischen Konstruktivismus abzuleiten. Dies kann jedoch als unhaltbar angesehen werden, da beispielsweise auch ein epistemologischer Realismus nicht im Widerspruch zu den Befunden kognitiver Konstruktionsprozesse steht. So kann beispielsweise ein Physiker einen epistemologischen Realismus vertreten (es gibt eine real existierende Empirieebene und wir sind in der Lage, zuverlässige Aussagen über diese zu machen, da es gültige Relationen zwischen der Empirieebene und unseren (kognitiven) Modellen gibt) und gleichzeitig zustimmen, dass all unsere Wahrnehmungen Konstruktionen sind. Dieser Scheinwiderspruch wird auf Seiten der Erkenntnis- und Wissenschaftstheorie, aber auch in der Naturwissenschaftsdidaktik als einem Anwendungsfeld der Lernpsychologie unter anderem durch den model based view und den mit ihm korrespondierenden Semantic View und die ihnen zugrunde liegenden wissenschaftstheoretischen Konzepte von Ronald Giere aufgelöst.

## Interaktionistischer Konstruktivismus
Kersten Reich, der einen interaktionistischen Konstruktivismus vertritt, beschreibt dies in seinem Ansatz als:
- Rekonstruieren (Entdecken von Welt),
- Konstruieren (Erfinden von Welt) und
- Dekonstruieren (Kritisieren von Welt).

Der interaktionistische Konstruktivismus vertritt die These, dass diese Re-, De- und Konstruktion stets an die Handlungen der Lernenden geknüpft ist. Hierbei wirkt der subjektive Eigenanteil der Lernenden mit der sozial-kulturellen Lernumgebung zusammen. Im Sinne der konstruktiven Seite ist Lernen dann am effektivsten, wenn die Lernenden ihren Lernprozess umfassend selbst steuern können. Jeder weiß nach dieser Theorie am besten selbst, wie er effektiv lernen kann. Allerdings setzt dieses Wissen eine Methodenkompetenz voraus, die erst in längeren Lernprozessen erworben werden muss. Hierfür ist besonders der phänomenografische Ansatz nach Ingrid Pramling Samuelsson geeignet, der ebendiese Lernprozesse bereits im Krippen- und Kindergartenalter transparent und damit verstehbar und anwendbar machen kann.
Die konstruktivistische Lerntheorie des interaktionistischen Konstruktivismus plädiert insbesondere für Lernformen, in denen der Lehrer nicht bloß Wissensvermittler, sondern ein „Lernprozessberater“ ist. Der Lehrer soll sich bei konstruktiven Methoden eher im Hintergrund halten, Lernangebote schaffen, Wissensquellen, wie zum Beispiel das Internet, bereitstellen und den Lernprozess beobachten. Schüler sollten „Kulturtechniken“ in offenen Unterrichtssituationen und auch konstruiertes Wissen verfestigen, um diese bzw. dies abstrahieren zu können. Ziel sei, zu höheren Erkenntnissen zu gelangen.
Für eine interaktionistisch-konstruktivistische Lehr- und Lerntheorie gibt es mittlerweile unzählige Beispiele, vor allem im englischen Sprachraum. Im deutschen Sprachraum ist die interaktionistisch-konstruktivistische Lerntheorie neben der Schule vor allem in der Erwachsenen- und Weiterbildung breit entwickelt. Einschlägige Einführungen finden sich bei Kersten Reich, Rolf Arnold und Horst Siebert.
Andere Lerntheorien sind beispielsweise:
- Instruktionalismus
- Behaviorismus
- Kognitivismus

### Eingang in die Unterrichtsmethodik
Maria Montessori hat durch eigene Lehrtätigkeit und Veröffentlichungen eine neue Lehrmethode (Montessori-Methode) etabliert. Aber ob solche reformpädagogischen Methoden, wie sie auch bei Petersen oder Freinet entwickelt wurden, dem Konstruktivismus entsprechen, ist mehr als zweifelhaft. Die Reformpädagogik hat im Blick auf die Erkenntniskonstruktion kein so differenziertes Bild von Lernvorgängen wie konstruktivistische Ansätze. Bereits Jean Piaget, John Dewey und Lew Semjonowitsch Wygotski gehen deutlich über die reformpädagogischen Ansätze hinaus.
Seit dem Ende des zwanzigsten Jahrhunderts findet der Konstruktivismus breiten Eingang in die Methodikdiskussion. In Deutschland erfolgt ein Umstellungsprozess weg von instruktionistischen hin zu konstruktivistischen Verfahren in allen Schultypen und Fächern.
Eine moderne konstruktivistische Methode, die im Zuge der Schulreform besondere Aufmerksamkeit in Deutschland erfährt, ist Lernen durch Lehren von Jean-Pol Martin. Bei dieser Methode wird die Lernergruppe zum „neuronalen Netz“ umgestaltet mit der Aufgabe, Wissen kollektiv zu konstruieren.
Sehr bekannt sind mittlerweile die eher gemäßigten konstruktivistischen Ansätze, obwohl der Begriff irreführend ist. Gemeint sind Ansätze, die stärker als der radikale Konstruktivismus auf die soziokulturellen Kontexte bezogen sind, also tendenziell Elemente des Erlanger Konstruktivismus aufweisen. Hierzu gehört im deutschen Sprachraum vor allem Kersten Reich mit seiner Konstruktivistischen Didaktik, in der sehr breit auch Lerntheorien dargestellt werden. Weitere Anwendungen findet der Konstruktivismus im E-Learning-Kontext. Hier werden E-Learning-Systeme (ELS) oftmals dazu verwendet, den Lernenden die Möglichkeit zu geben, in vielen verschiedenen Informationsquellen zu recherchieren sowie Aufgaben mit Unterstützung diverser Werkzeuge zu lösen. Die Theorie dazu nennt sich auch situiertes Lernen.